# Salvatore Bocchetti
Salvatore Bocchetti (Napoli, 30 novembre 1986) è un allenatore di calcio ed ex calciatore italiano, di ruolo difensore, tecnico dell'Atalanta U23.

## Biografia
Ha un cugino, Antonio Bocchetti, a sua volta ex calciatore.
Durante gli anni in Russia, ha maturato una buona conoscenza del russo.

## Caratteristiche tecniche

### Giocatore
Difensore centrale, mancino di piede, all'occorrenza poteva ricoprire anche il ruolo di terzino sinistro.

## Carriera

### Giocatore

#### Club

##### Lanciano, Ascoli e Frosinone
Nato a Secondigliano, fino all'età di 13 anni gioca nella scuola calcio Piedimonte D'Alife-Piscinola (squadra di quartiere), dopo nell'Internapoli, per poi passare nelle giovanili dell'Ascoli. All'età di 18 anni è stato ceduto in prestito al Lanciano in Serie C1 per la stagione 2005-2006. L'anno successivo è tornato alla sua squadra di origine facendo il suo esordio in Serie A; a gennaio 2007 è stato nuovamente ceduto in prestito con diritto di riscatto della comproprietà fissato a 400000 €, questa volta in Serie B al Frosinone che successivamente lo riscatta. A giugno 2008 il Frosinone riscatta tutto il cartellino pagando all'Ascoli 1500000 €.

##### Genoa
Nel luglio 2008 è tornato in Serie A acquistato con la formula della compartecipazione dal Genoa per 2,2 milioni di euro. Arriva a Genova, dove con Gian Piero Gasperini trova subito il posto da titolare inamovibile sul centro-sinistra con Giuseppe Biava a destra e Matteo Ferrari centrale, come del resto l'anno dopo con Biava o Sōkratīs Papastathopoulos a destra ed Emiliano Moretti o Dario Dainelli centrali: ottima soprattutto la sua intesa con Domenico Criscito esterno di sinistra del centrocampo gasperiniano. Le sue prestazioni convincono Marcello Lippi, CT della Nazionale, a convocarlo più volte. Il 24 marzo 2010 in Genoa-Palermo (2-2) mette a segno il primo gol con la maglia rossoblu. Con il Genoa conquista al primo anno la qualificazione in Europa League, sfiorando la Champions solo per gli scontri diretti con la Fiorentina, classificata a pari punti ma in vantaggio per via di un 3-3 nello scontro diretto che il Genoa giocò per gran parte della partita in dieci uomini, venendo rimontato solo a tempo scaduto. L'anno dopo giocò l'Europa League con il Genoa.

##### Rubin Kazan'

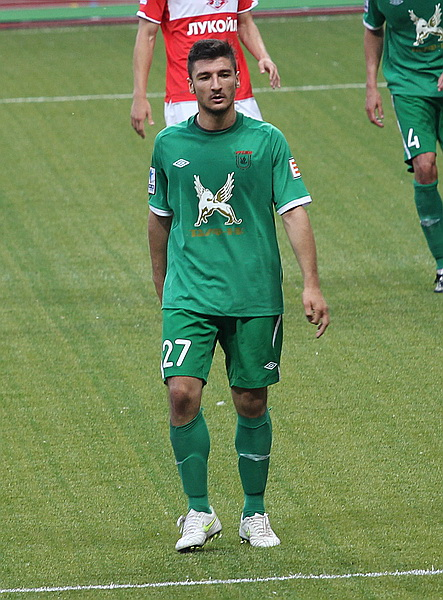
Bocchetti al Rubin Kazan' nel 2011.

Il 29 agosto 2010 viene acquistato per 9.5 milioni di euro dal Rubin Kazan', con cui firma un contratto della durata di tre anni e mezzo.
Nella prima stagione gioca il finale del campionato disputando 7 partite e segnando 2 reti. Il 29 settembre seguente fa il suo debutto in Champions League contro il Barcellona pareggiando 1-1.
Il 2 ottobre 2011 Bocchetti segna la sua prima doppietta con il Rubin Kazan contro il Tom Tomsk. Finisce la prima fase del campionato in sesta posizione giocando 22 partite e segnando 5 reti. Il 23 febbraio 2012 il Rubin Kazan viene eliminato dall'Europa League nei sedicesimi di finale perdendo 1-0 entrambe le partite contro l'Olympiacos.
Il 14 luglio 2012 Bocchetti segna il gol che sblocca la gara nella finale di Supercoppa di Russia contro lo Zenit San Pietroburgo di Luciano Spalletti: la partita terminerà 2-0 e il risultato permetterà così al Rubin di alzare il primo trofeo stagionale.

##### Spartak Mosca e Milan
Il 25 gennaio 2013 passa a titolo definitivo allo Spartak Mosca per circa 4,5 milioni di euro. Il 10 marzo fa il suo esordio in campionato in occasione della vittoria casalinga (3-1) contro il Terek Groznyj. Ad agosto 2013 ha riportato una rottura del legamento crociato anteriore con parziale lacerazione dei legamenti esterni del ginocchio sinistro.
Il 27 gennaio 2015 passa in prestito al Milan. Il 1º febbraio seguente fa il suo esordio con la maglia rossonera, nella vittoria per 3-1 contro il Parma. Dopo avere giocato altre 8 partite, a fine stagione non viene riscattato e fa quindi ritorno allo Spartak Mosca, con cui gioca fino al termine della stagione 2018-2019.

##### Verona, Pescara e l'addio al calcio giocato
Svincolatosi dallo Spartak Mosca, il 25 luglio 2019 si trasferisce a parametro zero al Verona, firmando un contratto biennale, valido fino al 30 giugno 2021. Esordisce con i veneti alla prima giornata di campionato, il 25 agosto, subentrando a Zaccagni nel pareggio per 1-1 contro il Bologna. Dopo avere avuto dei problemi fisici a partire da settembre, torna in campo a novembre nel successo per 1-0 contro la Fiorentina. A causa di ulteriori problemi fisici gioca solo 5 partite in tutta la stagione.
Il 29 settembre 2020 viene ceduto in prestito in Serie B al Pescara. Pochi giorni dopo, il 3 ottobre, esordisce con gli abruzzesi nella partita di campionato in casa della Reggina, persa per 3-1. Il 19 dicembre segna il suo primo gol, realizzando la marcatura decisiva al 90' per il successo sul Monza per 3-2.
Il 30 giugno 2021, poco dopo essere rimasto coinvolto nella retrocessione in Serie C del Pescara, Bocchetti annuncia il ritiro dal calcio giocato.

#### Nazionale

##### Nazionali giovanili
Ha esordito in Nazionale Under-21 il 25 marzo 2008 in Azerbaigian-Italia (0-2), giocata a Baku. Sotto la gestione di Pierluigi Casiraghi diventa titolare e nel 2008 con la Nazionale Olimpica vince il Torneo di Tolone e partecipa ai Giochi olimpici.

##### Nazionale maggiore
Nel 2009 il c.t. Marcello Lippi lo convoca per la prima volta in Nazionale, per le partite contro Montenegro e Irlanda del 28 marzo e 1º aprile, nelle quali tuttavia non viene impiegato. Partecipa quindi all'Europeo U-21 in Svezia dove gli Azzurrini vengono eliminati in semifinale.
Il 10 ottobre 2009, a 22 anni, esordisce in Nazionale, subentrando a Grosso nel secondo tempo di Irlanda-Italia (2-2), valida per le qualificazioni mondiali. Il 14 ottobre, a Parma, gioca per la prima volta da titolare nella partita contro Cipro. Viene convocato per il Mondiale 2010 in Sudafrica, ma non scende in campo nel corso della manifestazione.
Il 13 maggio 2012, dopo due anni di assenza dal giro azzurro, viene inserito dal c.t. Prandelli nella lista dei 32 calciatori pre-convocati per la fase di preparazione in vista dell'Europeo 2012, ma viene poi escluso dalla lista definitiva consegnata il 29 maggio.

### Allenatore

#### Gli inizi a Verona
Nel luglio del 2021, poco dopo il suo ritiro dal calcio giocato, Bocchetti torna al Verona, sua penultima squadra in carriera, dove gli viene affidata la guida della formazione Under-18 scaligera. Tuttavia, già pochi mesi dopo, in seguito all'arrivo di Igor Tudor sulla panchina della prima squadra, diventa collaboratore tecnico dell'allenatore croato, ruolo che mantiene anche l'addio dell'ex Juve, almeno fino a che viene nominato nuovo allenatore della Primavera scaligera nel giugno del 2022, subentrando a Nicola Corrent. A settembre consegue il patentino UEFA A a Coverciano, che abilita ad allenare formazioni giovanili e squadre fino alla Serie C e consente di essere allenatore in seconda in Serie B e Serie A.
Il 13 ottobre 2022, dopo l'esonero di Gabriele Cioffi, viene promosso allenatore ad interim della prima squadra del Verona, che in quel momento si trova al terzultimo posto con 5 punti in 9 partite; in quanto sprovvisto dell'abilitazione UEFA Pro (necessaria per allenare in Serie A), la UEFA concede la deroga per un solo mese. Dopo la sconfitta all'esordio contro il Milan, il 20 ottobre rinnova il proprio contratto con i gialloblu fino al 2027, pur incappando in altre 5 sconfitte consecutive. Scaduta nel frattempo la deroga concessagli, dal 4 dicembre il Verona sceglie Marco Zaffaroni come allenatore del Verona, relegando Bocchetti a suo vice. I due terminano la stagione regolare al terzultimo posto, a pari punti con lo Spezia, ma il Verona mantiene la categoria vincendo la partita di spareggio con il risultato di 3-1.

#### Monza
Il 23 dicembre 2024 viene nominato allenatore del Monza, ultimo classificato in Serie A con 10 punti in 17 partite, con cui sigla un contratto fino al 2027, subentrando all'esonerato Alessandro Nesta. Esordisce sulla panchina dei brianzoli cinque giorni dopo nella sconfitta per 2-1 in casa del Parma. Durante il suo incarico di un mese e mezzo, Bocchetti ha guidato il Monza a una vittoria significativa contro la Fiorentina, Il 13 gennaio 2025 ottiene il suo primo successo coi lombardi, oltreché da allenatore professionista, contro la Fiorentina (2-1), totalizzando 5 punti. Dopo un breve periodo, il club ha deciso di sollevarlo dall'incarico e di richiamare il precedente allenatore, Nesta. Tuttavia, nonostante tutti i cambiamenti, il Monza è retrocesso in Serie B alla fine della stagione.

#### Atalanta Under 23
Il 9 luglio 2025 diventa il nuovo allenatore dell'Atalanta U 23, in serie C.

## Statistiche

### Presenze e reti nei club
Statistiche aggiornate al termine della carriera da calciatore.
| Stagione            | Squadra             | Campionato          | Campionato | Campionato | Coppe nazionali | Coppe nazionali | Coppe nazionali | Coppe continentali | Coppe continentali | Coppe continentali | Altre coppe | Altre coppe | Altre coppe | Totale | Totale |
| Stagione            | Squadra             | Comp.               | Pres.      | Reti       | Comp.           | Pres.           | Reti            | Comp.              | Pres.              | Reti               | Comp.       | Pres.       | Reti        | Pres.  | Reti   |
| ------------------- | ------------------- | ------------------- | ---------- | ---------- | --------------- | --------------- | --------------- | ------------------ | ------------------ | ------------------ | ----------- | ----------- | ----------- | ------ | ------ |
| 2005-2006           | Lanciano            | C1                  | 22         | 1          | CI              | 0               | 0               | -                  | -                  | -                  | -           | -           | -           | 22     | 1      |
| 2006-gen. 2007      | Ascoli              | A                   | 2          | 0          | CI              | 0               | 0               | -                  | -                  | -                  | -           | -           | -           | 2      | 0      |
| gen.-giu. 2007      | Frosinone           | B                   | 17         | 2          | CI              | 0               | 0               | -                  | -                  | -                  | -           | -           | -           | 17     | 2      |
| 2007-2008           | Frosinone           | B                   | 38         | 2          | CI              | 0               | 0               | -                  | -                  | -                  | -           | -           | -           | 38     | 2      |
| Totale Frosinone    | Totale Frosinone    | Totale Frosinone    | 55         | 4          |                 | -               | -               |                    | -                  | -                  |             | -           | -           | 55     | 4      |
| 2008-2009           | Genoa               | A                   | 32         | 0          | CI              | 2               | 0               | -                  | -                  | -                  | -           | -           | -           | 34     | 0      |
| 2009-2010           | Genoa               | A                   | 28         | 1          | CI              | 0               | 0               | UEL                | 7                  | 0                  | -           | -           | -           | 35     | 1      |
| Totale Genoa        | Totale Genoa        | Totale Genoa        | 60         | 1          |                 | 2               | 0               |                    | 7                  | 0                  |             | -           | -           | 69     | 1      |
| 2010                | Rubin Kazan'        | PL                  | 7          | 2          | KR              | 0               | 0               | UCL+UEL            | 6+2                | 0                  | -           | -           | -           | 15     | 2      |
| 2011-2012           | Rubin Kazan'        | PL                  | 32         | 5          | KR              | 4               | 1               | UCL+UEL            | 3+8                | 0                  | -           | -           | -           | 47     | 6      |
| 2012-gen. 2013      | Rubin Kazan'        | PL                  | 13         | 2          | KR              | 1               | 0               | UEL                | 4                  | 0                  | SR          | 1           | 1           | 19     | 3      |
| Totale Rubin Kazan' | Totale Rubin Kazan' | Totale Rubin Kazan' | 52         | 9          |                 | 5               | 1               |                    | 23                 | 0                  |             | 1           | 1           | 81     | 11     |
| gen.-giu. 2013      | Spartak Mosca       | PL                  | 10         | 0          | KR              | 0               | 0               | -                  | -                  | -                  | -           | -           | -           | 10     | 0      |
| 2013-2014           | Spartak Mosca       | PL                  | 12         | 0          | KR              | 1               | 0               | -                  | -                  | -                  | -           | -           | -           | 13     | 0      |
| 2014-gen. 2015      | Spartak Mosca       | PL                  | 3          | 0          | KR              | 2               | 0               | -                  | -                  | -                  | -           | -           | -           | 5      | 0      |
| gen.-giu. 2015      | Milan               | A                   | 9          | 0          | CI              | 0               | 0               | -                  | -                  | -                  | -           | -           | -           | 9      | 0      |
| 2015-2016           | Spartak Mosca       | PL                  | 28         | 3          | KR              | 2               | 0               | -                  | -                  | -                  | -           | -           | -           | 30     | 3      |
| 2016-2017           | Spartak Mosca       | PL                  | 15         | 1          | KR              | 0               | 0               | UEL                | 2                  | 0                  | -           | -           | -           | 17     | 1      |
| 2017-2018           | Spartak Mosca       | PL                  | 12         | 1          | KR              | 1               | 0               | UCL+UEL            | 3+1                | 0                  | SR          | 1           | 0           | 18     | 1      |
| 2018-2019           | Spartak Mosca       | PL                  | 15         | 0          | KR              | 2               | 0               | UCL+UEL            | 1+4                | 0                  | -           | -           | -           | 22     | 0      |
| Totale Spartak      | Totale Spartak      | Totale Spartak      | 95         | 5          |                 | 8               | 0               |                    | 11                 | 0                  |             | 1           | 0           | 115    | 5      |
| 2019-2020           | Verona              | A                   | 5          | 0          | CI              | 0               | 0               | -                  | -                  | -                  | -           | -           | -           | 5      | 0      |
| 2020-2021           | Pescara             | B                   | 18         | 2          | CI              | 1               | 0               | -                  | -                  | -                  | -           | -           | -           | 19     | 2      |
| Totale carriera     | Totale carriera     | Totale carriera     | 306        | 20         |                 | 16              | 1               |                    | 41                 | 0                  |             | 2           | 1           | 363    | 22     |

### Cronologia presenze e reti in nazionale
| Cronologia completa delle presenze e delle reti in nazionale ― Italia | Cronologia completa delle presenze e delle reti in nazionale ― Italia | Cronologia completa delle presenze e delle reti in nazionale ― Italia | Cronologia completa delle presenze e delle reti in nazionale ― Italia | Cronologia completa delle presenze e delle reti in nazionale ― Italia | Cronologia completa delle presenze e delle reti in nazionale ― Italia | Cronologia completa delle presenze e delle reti in nazionale ― Italia | Cronologia completa delle presenze e delle reti in nazionale ― Italia |
| Data                                                                  | Città                                                                 | In casa                                                               | Risultato                                                             | Ospiti                                                                | Competizione                                                          | Reti                                                                  | Note                                                                  |
| --------------------------------------------------------------------- | --------------------------------------------------------------------- | --------------------------------------------------------------------- | --------------------------------------------------------------------- | --------------------------------------------------------------------- | --------------------------------------------------------------------- | --------------------------------------------------------------------- | --------------------------------------------------------------------- |
| 10-10-2009                                                            | Dublino                                                               | Irlanda                                                               | 2 – 2                                                                 | Italia                                                                | Qual. Mondiali 2010                                                   | -                                                                     | 78’                                                                   |
| 14-10-2009                                                            | Parma                                                                 | Italia                                                                | 3 – 2                                                                 | Cipro                                                                 | Qual. Mondiali 2010                                                   | -                                                                     |                                                                       |
| 18-11-2009                                                            | Cesena                                                                | Italia                                                                | 1 – 0                                                                 | Svezia                                                                | Amichevole                                                            | -                                                                     | 55’                                                                   |
| 3-6-2010                                                              | Bruxelles                                                             | Italia                                                                | 1 – 2                                                                 | Messico                                                               | Amichevole                                                            | -                                                                     | 88’                                                                   |
| 5-6-2010                                                              | Ginevra                                                               | Svizzera                                                              | 1 – 1                                                                 | Italia                                                                | Amichevole                                                            | -                                                                     | 60’                                                                   |
| Totale                                                                |                                                                       | Presenze                                                              | 5                                                                     |                                                                       | Reti                                                                  | 0                                                                     |                                                                       |

| Cronologia completa delle presenze e delle reti in nazionale ― Italia olimpica | Cronologia completa delle presenze e delle reti in nazionale ― Italia olimpica | Cronologia completa delle presenze e delle reti in nazionale ― Italia olimpica | Cronologia completa delle presenze e delle reti in nazionale ― Italia olimpica | Cronologia completa delle presenze e delle reti in nazionale ― Italia olimpica | Cronologia completa delle presenze e delle reti in nazionale ― Italia olimpica | Cronologia completa delle presenze e delle reti in nazionale ― Italia olimpica | Cronologia completa delle presenze e delle reti in nazionale ― Italia olimpica |
| Data                                                                           | Città                                                                          | In casa                                                                        | Risultato                                                                      | Ospiti                                                                         | Competizione                                                                   | Reti                                                                           | Note                                                                           |
| ------------------------------------------------------------------------------ | ------------------------------------------------------------------------------ | ------------------------------------------------------------------------------ | ------------------------------------------------------------------------------ | ------------------------------------------------------------------------------ | ------------------------------------------------------------------------------ | ------------------------------------------------------------------------------ | ------------------------------------------------------------------------------ |
| 23-5-2008                                                                      | La Seyne-sur-Mer                                                               | Italia olimpica                                                                | 2 – 1                                                                          | Turchia under 23                                                               | Torneo di Tolone 2008 - 1º turno                                               | -                                                                              |                                                                                |
| 25-5-2008                                                                      | Tolone                                                                         | Italia olimpica                                                                | 2 – 0                                                                          | Stati Uniti olimpica                                                           | Torneo di Tolone 2008 - 1º turno                                               | -                                                                              |                                                                                |
| 27-5-2008                                                                      | Tolone                                                                         | Italia olimpica                                                                | 0 – 0 dts (5 - 4 dcr)                                                          | Giappone olimpica                                                              | Torneo di Tolone 2008 - Semifinale                                             | -                                                                              |                                                                                |
| 29-5-2008                                                                      | Tolone                                                                         | Cile under 23                                                                  | 0 – 1                                                                          | Italia olimpica                                                                | Torneo di Tolone 2008 - Finale                                                 | -                                                                              |                                                                                |
| 22-7-2008                                                                      | Pistoia                                                                        | Italia olimpica                                                                | 1 – 1                                                                          | Romania under 21                                                               | Amichevole                                                                     | -                                                                              | 59’                                                                            |
| 7-8-2008                                                                       | Qinhuangdao                                                                    | Honduras olimpica                                                              | 0 – 3                                                                          | Italia olimpica                                                                | Olimpiadi 2008 - 1º turno                                                      | -                                                                              | 72’                                                                            |
| 10-8-2008                                                                      | Qinhuangdao                                                                    | Italia olimpica                                                                | 3 – 0                                                                          | Corea del Sud olimpica                                                         | Olimpiadi 2008 - 1º turno                                                      | -                                                                              |                                                                                |
| 13-8-2008                                                                      | Tientsin                                                                       | Camerun olimpica                                                               | 0 – 0                                                                          | Italia olimpica                                                                | Olimpiadi 2008 - 1º turno                                                      | -                                                                              | 15’                                                                            |
| 16-8-2008                                                                      | Pechino                                                                        | Italia olimpica                                                                | 2 – 3                                                                          | Belgio olimpica                                                                | Olimpiadi 2008 - Quarti di finale                                              | -                                                                              |                                                                                |
| Totale                                                                         |                                                                                | Presenze                                                                       | 9                                                                              |                                                                                | Reti                                                                           | 0                                                                              |                                                                                |

### Statistiche da allenatore
Statistiche aggiornate al 16 agosto 2025. 
| Stagione            | Squadra         | Campionato      | Campionato | Campionato | Campionato | Campionato | Coppe nazionali | Coppe nazionali | Coppe nazionali | Coppe nazionali | Coppe nazionali | Coppe continentali | Coppe continentali | Coppe continentali | Coppe continentali | Coppe continentali | Altre coppe | Altre coppe | Altre coppe | Altre coppe | Altre coppe | Totale | Totale | Totale | Totale | % Vittorie | Piazzamento      |
| Stagione            | Squadra         | Comp            | G          | V          | N          | P          | Comp            | G               | V               | N               | P               | Comp               | G                  | V                  | N                  | P                  | Comp        | G           | V           | N           | P           | G      | V      | N      | P      | %          | Piazzamento      |
| ------------------- | --------------- | --------------- | ---------- | ---------- | ---------- | ---------- | --------------- | --------------- | --------------- | --------------- | --------------- | ------------------ | ------------------ | ------------------ | ------------------ | ------------------ | ----------- | ----------- | ----------- | ----------- | ----------- | ------ | ------ | ------ | ------ | ---------- | ---------------- |
| ott.-nov. 2022      | Verona          | A               | 6          | 0          | 0          | 6          | CI              | -               | -               | -               | -               | -                  | -                  | -                  | -                  | -                  | -           | -           | -           | -           | -           | 6      | 0      | 0      | 6      | &0,00      | Sub., ad interim |
| dic. 2024-feb. 2025 | Monza           | A               | 7          | 1          | 0          | 6          | CI              | -               | -               | -               | -               | -                  | -                  | -                  | -                  | -                  | -           | -           | -           | -           | -           | 7      | 1      | 0      | 6      | 14,29      | Sub., Eson.      |
| 2025-2026           | Atalanta U23    | C               | 0          | 0          | 0          | 0          | CI-C            | 1               | 1               | 0               | 0               | -                  | -                  | -                  | -                  | -                  | -           | -           | -           | -           | -           | 1      | 1      | 0      | 0      | 100,00&    | in corso         |
| Totale carriera     | Totale carriera | Totale carriera | 13         | 1          | 0          | 12         |                 | 1               | 1               | 0               | 0               |                    | -                  | -                  | -                  | -                  |             | -           | -           | -           | -           | 14     | 2      | 0      | 12     | 14,29      |                  |

## Palmarès

### Giocatore

#### Club
- Coppa di Russia: 1

Rubin Kazan': 2011-2012
- Supercoppa di Russia: 2

Rubin Kazan': 2012
Spartak Mosca: 2017
- Campionato russo: 1

Spartak Mosca: 2016-2017

#### Nazionale
- Torneo di Tolone: 1

2008

#### Individuale
- Selezione UEFA dell'Europeo Under-21: 1

Svezia 2009